# VLP
Cet article concerne le groupe d'artistes. Pour l'assemblage de protéines, voir Particule pseudo-virale. Pour les autres significations, voir VLP (homonymie).

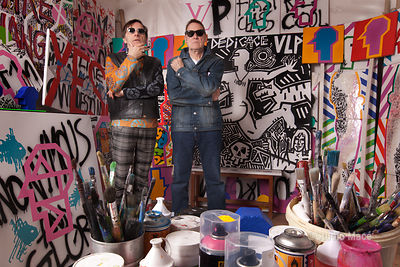
Les VLP dans leur atelier en 2013

VLP, acronyme de Vive La Peinture, est un groupe français actuel de l’art urbain, activiste du mouvement graffiti. VLP vit et travaille à Paris.

## Origines
VLP, né au début des années 1980, est un des plus anciens groupes français d’art urbain toujours en activité. Après le départ de Martial Jalabert (né en 1953) en 1994, le groupe est composé de deux peintres : Michel Espagnon (né en 1948, Beaux-Arts de Paris) et Jean Gabaret (né en 1947, Faculté d’arts plastiques de Paris).

## Une peinture urbaine collective, pop et engagée
Dans les années 1980, VLP fait partie d'une mouvance picturale nouvelle dans l'histoire de l'art : la peinture en collectif. Mais là où d'autres ne font que partager un atelier, des valeurs et parfois un même support urbain, tout en se contentant de peindre côte à côté, le trio VLP, après quelques oeuvres où chacun peint encore son propre personnage, finissent par faire des oeuvres communes, où chacun a le droit d'intervenir sur ce que les autres décident de peindre. C'est ainsi que se développe un "style VLP" unique, qui n'est ni une juxtaposition de trois peintres, ni une simple synthèse où l'on reconnaitrait encore la marque de chaque membre, mais une nouveauté stylistique à laquelle trois personnes participent. Les membres disent alors échanger "l'ego contre un logo". Les VLP fonctionnent, selon leurs propres mots « comme un groupe de rock qui privilégierait le live à l'enregistrement studio ». Leur travail s'inscrit dans la filiation de l'esprit punk des années 1980. La spécificité de Jean Gabaret et Michel Espagnon est qu'ils interviennent toujours simultanément sur le même support, que ce soit dans la rue ou dans leur atelier : ils comparent leur fonctionnement à un combat avec la toile, une danse ou un ballet, où l'un passe à droite de la toile tandis que l'autre s'installe à gauche, avant d'échanger après quelques minutes, dans un mouvement perpétuel de va-et-vient, de prises de recul et de retours à la toile, qui permet l'émergence d'imprévus, comme les gestes de chacun ne sont pas anticipables.

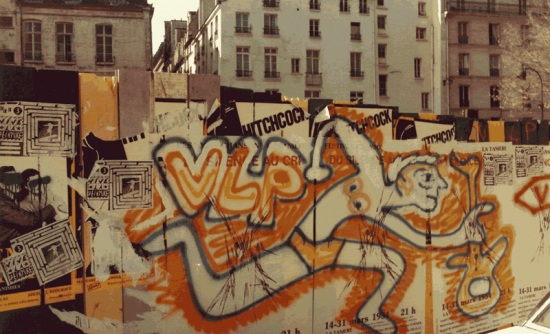
Une des premières palissades de VLP dans les années 1980

La deuxième caractéristique du groupe VLP est d'être parmi les pionniers de l'art de rue en France. Après les initiatives d'Ernest Pignon Ernest et Gérard Zlotykamien, ils appartiennent à la génération qui s'est approprié la rue et le mobilier urbain, dans ce qu'on a appelé le "mouvement graffiti", ancêtre du mouvement "street-art". Les matériaux qu’ils utilisent (affiches publicitaires, cartons d’emballage, palissades de chantiers, tôles de zinc des toits de Paris…) viennent souvent de la rue, qui est pour eux « le dernier espace de liberté ». L'esprit de l'art urbain est alors le détournement publicitaire, l'affiche politique et la réappropriation de la rue par les jeunes artistes souvent boudés des galeries et des salles de vente, mais cette génération n'a pas d'idéal de vandalisme, comme ce peut être le cas dans les milieux du tag et du lettrage.
Les VLP s’inspirent de l’actualité, de la bande dessinée et de l’histoire de l’art pour construire une œuvre qui fait le pont entre la Figuration Libre et le street-art. Leur travail, dans la lignée du pop art, se concentre également sur l'analyse de l'efficace des signes dans la publicité, le marketing et l'art contemporain.

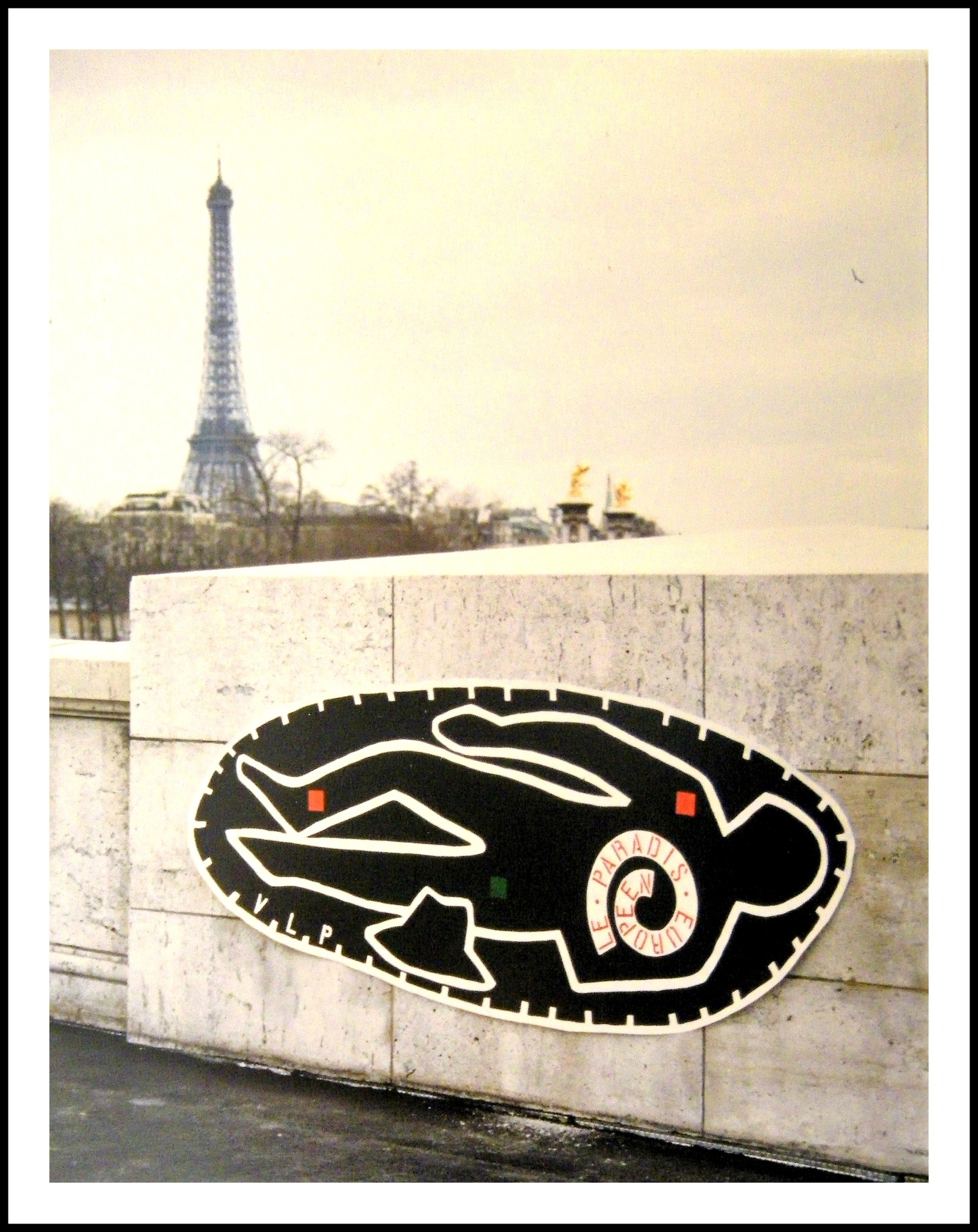
"Le paradis européen", collage VLP de l'Anonyme (85x210 cm) sur le Pont de la Concorde, Paris, 1994.

Leur art met en lumière les zones urbaines difficiles et la nécessité de beauté dans les métropoles anomiques modernes, mais aussi les débats sur la gratuité de l'art à laquelle ils aspirent et son inévitable récupération par le marché (comme dans leur projet Wall Street Art). Il défend parfois des causes politiques (comme dans le projet Free Mandela ou plus récemment le diptyque I can't breathe après la mort de George Floyd) et des causes sociales, de l'écologie aux problèmes des sans-abris (comme dans leur projet European Paradise qui dénonçait dans les années 1990 notre aveuglement volontaire, en traçant des contours blancs sur le sol de Paris où des individus dormaient la nuit, comme sur les scènes de crime). Cet art est donc considéré comme socialement et politiquement engagé : dans la perspective des VLP, les œuvres doivent avoir du sens et donner à réfléchir.

## Histoire

### 1980-1985: Des catacombes au canal de l’Ourcq
En 1980, les trois peintres se rencontrent dans les catacombes de Paris lors de fêtes punk-rock et peinture. Dans la dynamique du street art en France, ils fondent VLP trois ans plus tard et peignent à la bombe les palissades du trou des Halles et celles des environs de Beaubourg et du musée d’art moderne. Les VLP agissent également en banlieue où ils utilisent la peinture acrylique et la laque industrielle. Leur première exposition-performance a lieu à la galerie Diagonale à Montparnasse : ils installent dans la cour une palissade empruntée à un chantier, la bombent, la découpent à la tronçonneuse et distribuent les morceaux au public dans des sacs à congélation : c’est le Sacrifice du sovaj.

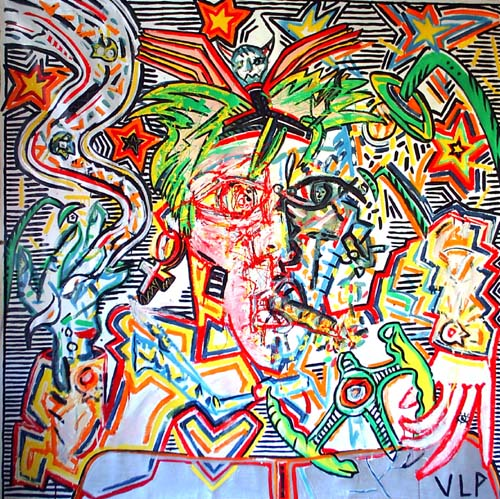
Taxi de Nuit, toile de VLP, années 1980.

En 1985, les VLP organisent avec la mairie de Bondy le premier rassemblement des graffitistes le long du canal de l’Ourcq, avec Miss.Tic, Speedy Graphito, SP 38, Epsylon Point, Futura 2000, Blek le rat, Nukle-Art, Jef Aerosol, Banlieue-Banlieue et bien d'autres artistes français et internationaux. Des kilomètres de murs et des ponts sont peints et une exposition intitulée Les Flamboyants se déroule à l’Espace Maurice Chauzy de Bondy mêlant art graffiti et Figuration Libre. Cette année-là aussi, ils réalisent des peintures-affiches pour le spectacle Ma vie ma mort de Pier Paolo Pasolini écrit par Kathie Acker et monté par Richard Foreman au théâtre de la Bastille qu’ils collent dans le métro.

### 1986-1999: Entre France et Allemagne, palissades et performances en clubs et galeries
S’ensuit une période où les VLP enchaînent peintures sur palissades, collages et performances. D’abord, ils collent des affiches originales, Les Cent Coups de tête, dans tout Paris. Puis ils piratent, avec les frères Ripoulin, des panneaux publicitaires dans les quartiers Opéra et Madeleine. Ils peignent en direct sur des estrades ou au milieu des danseurs, entre autres sur les scènes du Palace, du Rex Club et de la Locomotive, où se produisent dans le même temps des groupes de rock.
À partir de 1989 et pendant dix ans, via l'agent artistique Christoph Maisenbacher, ils commencent une carrière en Allemagne, et exposent à Berlin, Leipzig, Coblence, Munich ou encore Trêves, où ils peignent en direct devant le public et sur les plateaux de télévision.
Les VLP fondent en 1996 le groupe Étant donné avec leurs amis Miss.Tic, Paëlla Chimicos et Daniel Baugeste avec qui ils réalisent des toiles communes que l’espace Paul-Ricard accueillera pour une exposition.

### 2000: Naissance de leur personnage "Zuman" et collages de rue

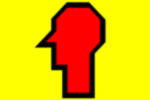
Logo de Zuman

Avec le nouveau millénaire, apparaît Zuman, un personnage créé à partir d’une compilation de photos envoyées par des internautes. Il s'inscrit dans un hommage à l'art digital émergent. Le personnage se veut un "prototype", figure archétypique de l'artiste, dont le profil vide permet de remplir sa tête de textes et de dessins traduisant son imaginaire, mais c'est aussi une figure du passant anonyme, tête creuse et rêveuse des grandes métropoles en mal de rêve. C'est enfin une affirmation humaniste du motif du visage humain en peinture, et un écho aux sans-visages de l'art de rue qui sont alors critiqués pour leur anonymat.
Les VLP collent Zuman sur les murs des villes. Parallèlement à ce travail de rue, ce personnage se retrouve sur les toiles que les VLP exposent dans plusieurs galeries, parmi lesquelles Artazart, l’Espace Beaurepaire, la galerie Anne Vignial, et la galerie G.M. Kahn.

### 2005: Zuman Kojito, personnage récurrent des collages VLP à Paris

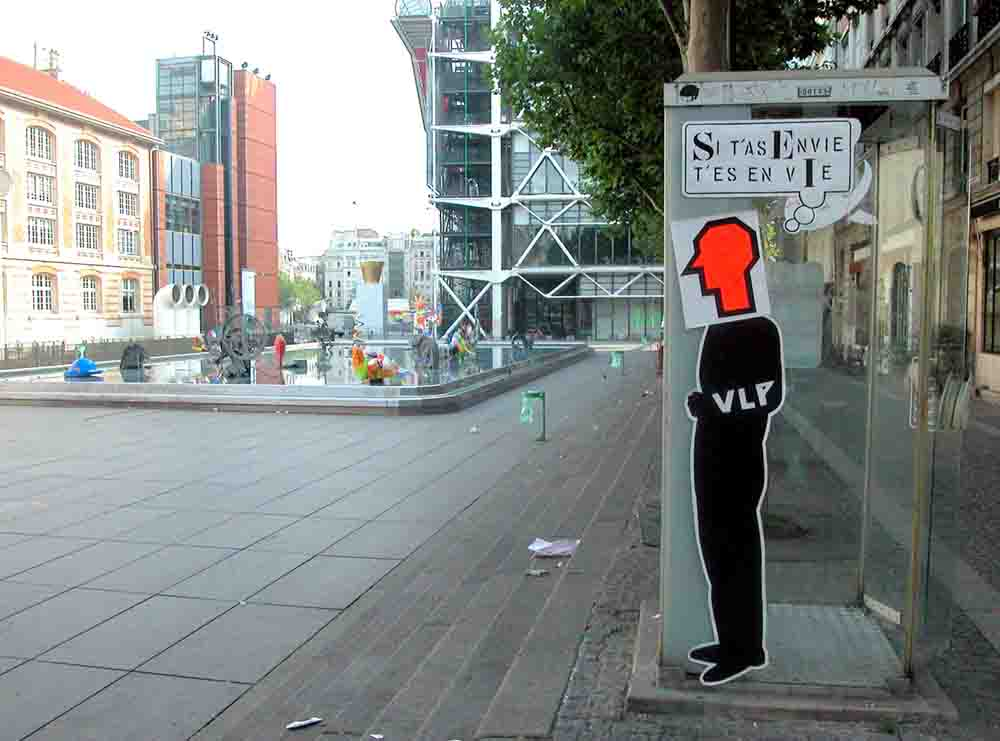
Collage devant le Centre Pompidou, 2002.

À partir de 2005, VLP invente une déclinaison de leur personnage dans la figure de Zuman Kojito. Personnage en pied (2 mètres de haut), surmonté d'une bulle qui exprime ses doutes sur l’état du monde et sa propre condition, il apparaît lui aussi aux angles des rues parisiennes. Le groupe dit vouloir « entamer un dialogue » avec les passants. Leur personnage se retrouve aussi dans les galeries Marion Meyer, Keller, ou au Cabinet d’Amateur.
En 2008 l’exposition Vive l’Art urbain consacre ce travail démarré un quart de siècle plus tôt. Elle se déroule à la galerie Univer à Paris où les VLP  invitent leurs amis peintres des débuts : Gérard  Zlotykamien, Paëlla Chimicos, Jérôme Mesnager, Groupe Dix10 et Jean Faucheur.
La même année les VLP sont à l’Espace des Blancs-Manteaux à Paris pour « Aux arts citoyens » et « Dites 33 ». Ils organisent ensuite une flash mob devant le Centre Pompidou, consistant à faire tourner les participants munis de pancartes à l'effigie de ZUMAN, autour du pot géant de Raynaud : l'opération porte le nom de « Quand la peinture tourne autour du pot » et est filmée par Zéro TV.
En mars 2008, les VLP posent leur Zuman Kojito sur le M.U.R. rue Oberkampf à Paris, puis 2009 en Bourgogne ainsi qu’en Lorraine où il apparaît sur des bâches géantes qui recouvrent les remparts de Longwy.

### 2009-2011: Les sculptures VLP
En 2009 a lieu une performance galerie Deborah Zafman, où les VLP « customisent » 10 jeunes filles nues en hommage à Yves Klein, devant les caméras de Télé Zéro. Ils organisent également l'exposition collective "Vive l'Art Urbain 2" à la Galerie Univer.
Pour la « 1re Nuit du Street Art » place Saint-Sulpice, ils réalisent deux peintures en live. Ils font de même l'année suivante pour « Street Art Paris ». Suivent plusieurs expositions dont « Vive l’Art Urbain 3 » Galerie Univer avec Jacques Villeglé comme invité d’honneur.
En 2010, le personnage de Zuman est décliné en  biblio-sculpture (format 140 × 100 × 35 cm, matière bois) puis en 2012 en acier brossé sous le nom de "Zuman Steel" en collaboration avec Seven Gallery. Les expositions de leurs peintures et sculptures continuent dans plusieurs galeries parisiennes, dont le Cabinet d'Amateur en 2011 pour l'exposition "Hors les murs 2" avec Monsieur Chat, Mosko, Paella et Popay.

### 2013: Les 30 ans de VLP et les collages internationaux

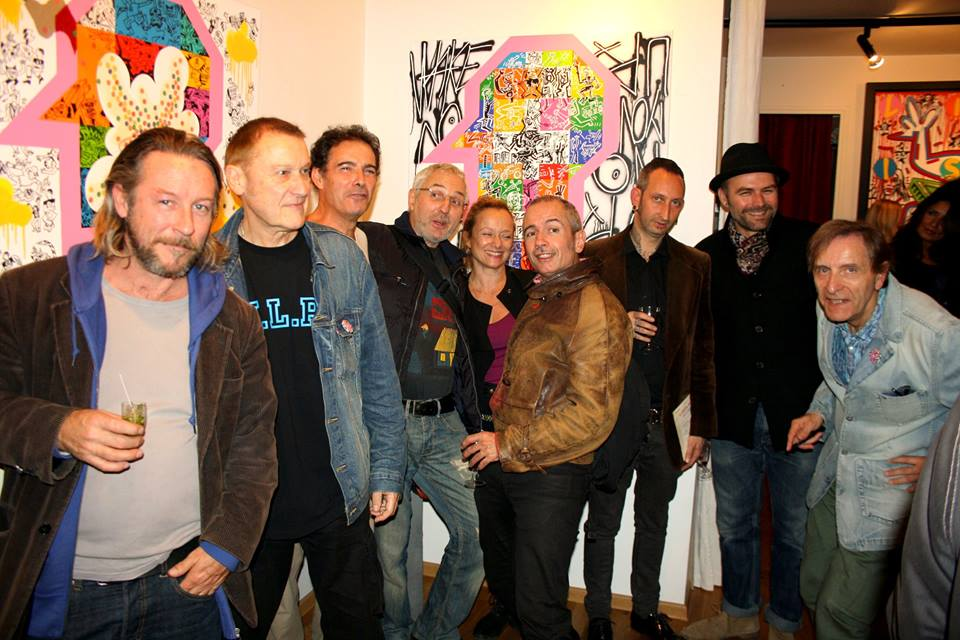
Les 30 ans de VLP à la Galerie Onega, avec Rafael Gray, Jean Gabaret, Jérôme Gulon, Gégé des Moskos, Hélène Lhote, Paella, Jerk et Steph du 9e Concept, et Michel Espagnon.

En 2013, les VLP fêtent leur trente ans d'activité par une succession d'expositions, dans les galeries Seven, Onega, Keller, et Nunc, à Paris, à la Richard Gallery et au Richemond Palace à Genève, et à l'occasion de la 66e édition du Festival de Cannes où ils réalisent une performance avec Psyckoze. En octobre ils sont invités au "1er Festival du film Street Art" à l’Espace Pierre Cardin lors de « L’Opus Délit Show » pour le film de Jim Gabaret "La chienlit c'est pas fini", réalisé à l'occasion d'une performance de VLP à la galerie Univer à Paris. 2013 est aussi l'année du "Zuman World Tour" : leur Zuman Kojito est collé dans différentes métropoles (Goa, Miami, New-York, Lisbonne, Saigon, ou encore Hanoi).
Les VLP réalisent ensuite différentes expositions en 2014 qui sont l'occasion de commenter leur trente ans d'activités urbaines : « Urban Art » à l'Hôtel de Noailles, "Histoire du Graff" à Enghien-les-Bains, « Culture Urbaine » à Épinay-sur-Seine, « La part des anges » à Bordeaux, ou encore « Tondi » à la Mairie du 18e à Paris[source insuffisante].

### Depuis 2015: grands projets muraux et expositions rétrospectives
En 2015, ils participent à la Biennale Internationale d’Art Mural à Denain, où ils réalisent leur première grande fresque permanente. Ils reviennent aussi dans les catacombes de Paris comme à leurs débuts, pour une performance avec Psyckoze, filmée pour Arte. Leur performance « Le Bruit de la Ville » organisée par l'association Noise La Ville à Science Po attire des centaines d'étudiants. Ils font aussi partie de l'exposition collective « Sur les murs, 50 ans d’Art Urbain à Paris » au Crédit Municipal de Paris, une des premières expositions rétrospectives sur le mouvement street-art, qui gagne alors en légitimité artistique.

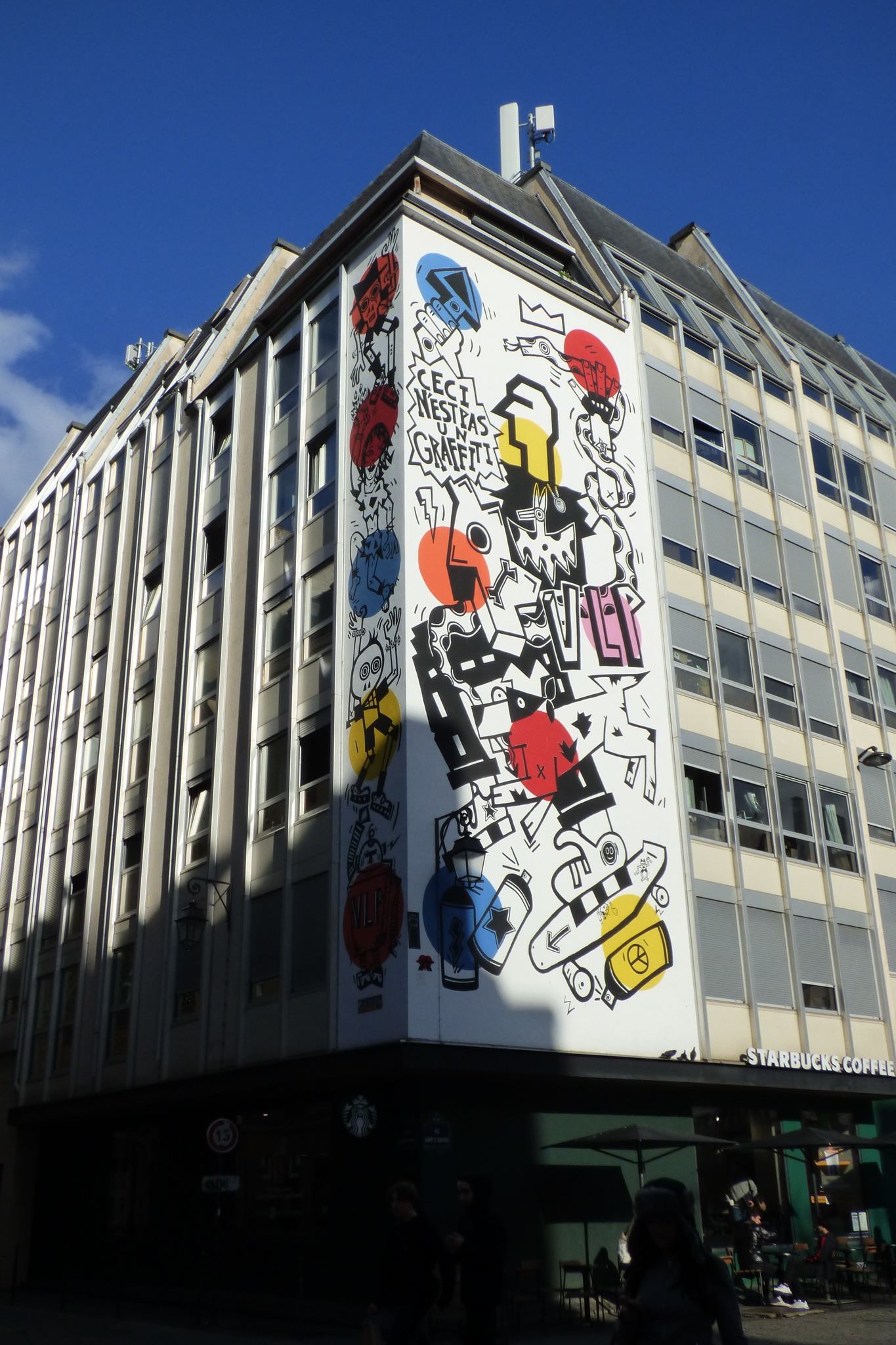
Fresque "Ceci n'est pas un graffiti", Paris

La réalisation en juin 2016 de la fresque « Ceci n’est pas un Graffiti » est un retour au quartier des Halles qu'ils investissaient dans les années 1980 autour du Centre Pompidou : cette fresque de 108 mètres carrés située sur le pignon des rues Quincampoix et Aubry Le Boucher est devenue, avec celles de Jef Aérosol, d'Invader et d'Obey place Stravinsky, une des plus photographiées de Paris. Du côté Aubry Le Boucher, leur personnage de prédilection, un Zuman Kojito accompagné d’un chien qui danse sur un skateboard en tenant dans la main droite une guitare et dans la main gauche un serpent couronné, avec à ses pieds des bombes de peinture, affirme dans une bulle rappelant les bandes-dessinées : « Ceci n’est pas un graffiti ». C'est un clin d’œil au tableau « Ceci n’est pas une pipe » du peintre René Magritte qui était à l’honneur au Centre Pompidou lors de l’inauguration de la fresque. Du côté Quincampoix, on trouve quatre personnages : des danseurs en tête de crâne, une jeune fille et un robot siglé VLP.
En 2016, VLP participe aussi à l'inauguration du musée Art42 (Musée de l’Art Urbain) et réalise une performance pour le vernissage du lieu lors de la Nuit Blanche, en collaborant avec le collectionneur Nicolas Laugero. Après le déplacement de la collection du musée, VLP expose à la Station F, puis en 2019, c'est à Fluctuart qu'ils réalisent la performance « Veni Vidi Vinci » à l'occasion de l'exposition collective en l’honneur des 500 ans de Léonard de Vinci. Représentés notamment par les galeries Berthéas et Art Together, ils participent à diverses foires d'art contemporain comme la FIAC ou Lille Art Up. En 2017, une exposition rétrospective à La Baule célèbre leurs 35 ans d'activités.
Depuis 2017, tout en continuant ses activités en atelier et dans la rue, VLP entreprend un travail rétrospectif sur son oeuvre, en participant à des grandes expositions sur l'histoire du mouvement urbain, qui en confirment l'engouement public et la légitimation institutionnelle. Après l'exposition « Libres Figurations Années 80 » au Fonds Hélène & Edouard Leclerc de Landerneau, c'est en 2018 l'exposition collective "Légendes Urbaines" à la Base sous-marine de Bordeaux, en 2021 l'exposition « Libres Figurations Années 80 » de la Fondation Hélène & Édouard Leclerc au Musée des Beaux-arts de Calais puis à la Cité de la Dentelle et de la Mode (Calais), et en 2022 les deux expositions “Capitale(s), 50 ans d’art urbain”, à l'Hôtel de Ville de Paris et « Les Pionniers du street-art » (avec Blek le rat, Epsylon, Jean Faucheur, Jef Aérosol, Miss.Tic, OX et Speedy Graphito) à l’Institut Culturel Bernard Magrez de Bordeaux, où les artistes réalisent des performances.
En 2023, VLP célèbre ses quarante ans d'activité avec la projection à Fluctuart du documentaire “La ruée vers VLP" de Jim Gabaret. À partir de 2024, le groupe, auparavant représenté par les galeries Art Together et Berthéas, travaille aussi avec la galerie MathGoth. Dans le magazine Urban Arts qui leur consacre un dossier en décembre 2024, ils reviennent sur leurs décennies d'expérience dans l'art urbain et la persévérance nécessaire à toute carrière artistique, en se comparant à des "moines guerriers". De janvier à mars 2025, le groupe montre plus de 40 ans de peinture dans l'exposition BEFORE/AFTER sur le musée-péniche FLUCTUART à Paris, une rétrospective saluée par le public et la presse, sur laquelle le magazine Graffiti Art fait sa couverture.
En 2025, VLP intègre les collections d'Art Contemporain du Centre Pompidou à Paris.

### Livres
- Denys Riout, Le Livre du graffiti, éditions Alternatives, 1990
- Dominique Estegassy, Anonymat et signature, La Documentation française, 1989
- VLP, Vive la peinture, Critères éditions, 2003
- S. Lemoine et J. Terral, In situ, éd. Alternatives, 2008
- VLP (Vive La Peinture), Critères éditions, collection Opus délit, 2009

### Extraits de presse
- « Violentes, gaies, hardies, leurs peintures crient contre la grisaille, armées d'enthousiasme, de générosité et d'une rare efficacité graphique » (Jean-Louis Pradel, L'Événement du jeudi, 1986)
- « Ce qui me paraît significatif aujourd'hui, c'est autant un renouvellement complet de la peinture expressionniste, voire baroque, que l'action des fresquistes tels que VLP » (François Pluchart, Pôle Position, 1985)
- « Violence et crudité, transe et danse, guérilla urbaine et rituel d'exorcisme : l'art de VLP » (André Laude, Artension, 1990)
- « Their speciality was painting their frescos sauvages illegally on walls and construction fences, but now they paint everywhere, even for galleries » (Kim Levin, The Village Voice - New York, 1988)
- « Ils ont un fol amour de leur art... si ça continue, on va leur offrir un musée ! » (Christine Masson, L'Express, 1985)
- « Ainsi, derrière le nom générique de Vive La Peinture, se cachent des artistes qui partagent le même passé de guérilleros artistiques » (Élisabeth Couturier, Paris Match, 1987)
- « VLP, issu de la contre-culture des années 1980, a donné un véritable coup de fouet à la peinture » (Harry Kampianne, Art actuel, 2002)
- « Aujourd’hui, ces derniers font partie des rares de cette génération à encore utiliser les murs comme véhicules de communication et d’exposition éphémère » (Graff it !, 2002)
- « Zuman Kojito habite les murs de Paris… VLP milite pour le retour de la peinture dans la rue » (Le Monde 2, 2006)